# Bruce Dickinson
Bruce Dickinson   (Worksop, 7 d'agost de 1958) és el vocalista principal al grup de heavy metal Iron Maiden que va entrar per substituir Paul Di'Anno el 1981, es va iniciar a Iron Maiden amb uns concerts en uns envelats de circ italianes. Fins abans d'unir-s'hi el 1981 per gravar The Number of the Beast, va ser el cantant de Samson, on era conegut pel nom de Bruce Bruce a causa d'un esquetx de Monty Python (en ingressar a Iron Maiden el mànager d'aquests li va fer usar el seu nom original). Però els seus començaments en la música es remunten a la seva època amb una banda britànica anomenada Styx (no confondre-la amb la famós grup nord-americana homònima) el 1976, d'allà va passar a cantar a Speed des de 1977 a 1978 i quan aquest grup es va separar es va unir a Shots fins a l'estiu de 1979.)
A més de cantar també escriu, practica esgrima olímpica i pilota Boeings 757 per a l'empresa d'aviació Astraeus amb el rang d'Oficial Primer. Té un nivell tocant la guitarra bastant bàsic, com es pot veure en el vídeo en directe d'Iron Maiden Live After Death o en diversos altres vídeos musicals de la seva carrera en solitari. Va estudiar Història al Queen Mary and Westfield College de la Universitat de Londres, i va ser membre actiu d'un partit conservador de seu Regne Unit natal.
A més a més, és esquerrà, tal com ell mateix explica al documental del concert Rock in Rio, quan practica esgrima.
Actualment presenta Rock Show en una emissora de ràdio de la BBC anglesa que s'especialitza en el rock alternatiu, i també s'encarrega del programa Masters of Rock (Mestres del Rock) en un altre dial de la mateixa ràdio. També va ser el protagonista del documental Flying Heavy Metal del canal Discovery Channel en el qual combina les seves dues grans aficions: els avions i el metal.
També ha escrit el guió de la pel·lícula Chemical Wedding, basada en Aleister Crowley, la figura màgic-satanista que més ha influït en la cultura, i en les seves més diverses expressions, del passat segle xx, astròleg, cabalista, tarotista, maçó, alpinista, escaquista, etc. La pel·lícula és dirigida per Julian Doyle i Bruce Dickinson també participa en la banda sonora.

## Biografia
Paul Bruce Dickinson va néixer el 7 d'agost de 1958 a Worksop, Nottinghamshire. La seva mare, Sonia, treballava a temps parcial en una botiga de sabates, i el seu pare, Bruce, era mecànic a l’exèrcit britànic. El seu naixement va precipitar la jove parella, que aleshores eren només adolescents, a casar-se. Inicialment, va ser criat pels seus avis; el seu avi era un treballador a la mineria de carbó local, i la seva àvia era mestressa de casa. Això es refereix a la seva cançó Born In '58 de l'àlbum Tattooed Millionaire. Dickinson va començar l'escola a Manton Primary a Worksop mentre els seus pares es van traslladar a Sheffield. Poc després, quan tenia sis anys, també va ser enviat a Sheffield, on va assistir a una escola primària a Manor Top. Després de sis mesos, els seus pares van decidir traslladar-lo a una petita escola privada anomenada Sharrow Vale Junior. A causa del moviment constant, Dickinson afirma que aquest període de la seva vida li va ensenyar a ser autosuficient, ja que no va poder fer amics propers. Dickinson té una germana petita, la saltadora professional Helena Stormanns, que va néixer el 1963. Va intentar aïllar-se d'ella tant com va poder quan era jove, suposadament per despit perquè ella, a diferència d'ell, era un embaràs i un part planificats.
La primera experiència musical de Dickinson va ser ballar a la sala davantera dels seus avis amb The Twist de Chubby Checker, quan encara vivia amb ells a Worksop. El primer disc que Dickinson recorda posseir va ser el senzill dels Beatles She Loves You, que va aconseguir persuadir el seu avi perquè el comprés, la qual cosa el va fer més interessat per la música. Va intentar tocar una guitarra acústica que pertanyia al seu pare, però li va fer butllofes als dits. Quan es va traslladar a Sheffield, els pares de Dickinson es guanyaven la vida comprant una propietat, reformant-la i després venent-la amb beneficis. Com a resultat, gran part de la infància de Dickinson es va passar vivint en una obra, fins que els seus pares van comprar una pensió i un garatge en fallida on el seu pare va començar a vendre cotxes de segona mà. Els ingressos del seu èxit empresarial els van donar l'oportunitat de donar a Dickinson —aleshores tenia 13 anys— una educació en un internat i van triar Oundle, una escola pública de Northamptonshire. Dickinson no s'oposava a marxar de casa perquè no havia creat cap vincle real amb els seus pares, després d'haver estat criat pels seus avis a Worksop fins als sis anys.
A Oundle, Dickinson era molestat i assetjat rutinàriament pels nois més grans de Sidney House, la pensió a la qual pertanyia, que va descriure com com una tortura sistemàtica i va significar que es va convertir en un foraster. Els seus interessos a Oundle eren sovint militars; va cofundar la societat de jocs de guerra escolars amb Mike Jordan i es va unir a la força de cadets de l'escola. Això li va donar accés a munició real, que va utilitzar per crear explosions com a trampes explosives. Oundle va ser on Dickinson es va sentir atret pel rock progressiu i el heavy metal primerenc després d'escoltar Child in Time de Deep Purple a l'habitació d'un altre estudiant. Com a resultat, el primer disc que va comprar va ser In Rock de Deep Purple, que va crear el seu interès per la música rock i metall. Després d'In Rock, va comprar el debut de Black Sabbath, Aqualung de Jethro Tull i Tarkus d’Emerson, Lake & Palmer. Cada trimestre, una banda tocava a l'escola, la primera d'elles que Dickinson va veure es deia Wild Turkey, amb l'antic baixista de Jethro Tull Glenn Cornick. Després d'això, va veure Van der Graaf Generator i Arthur Brown.
Dickinson inicialment va voler tocar la bateria, més tard va obtenir un parell de tambors de bongó de la sala de música per a la pràctica. Recorda tocar Let It Be amb el seu amic Mike Jordan, durant el qual Dickinson va descobrir la seva veu cantant mentre animava Jordan a cantar les notes més altes. Poc després Dickinson va ser expulsat d'Oundle per participar en una broma en la qual suposadament va orinar en el sopar del director. Tornant a casa a Sheffield el 1976, Dickinson es va matricular a l'escola King Edward VII, on es va unir a la seva primera banda. Havia escoltat altres dos alumnes parlant de la seva banda i que necessitaven un cantant i, per tant, es va oferir de seguida. Van assajar al garatge del pare del bateria, i la banda va quedar impressionada pel cant de Dickinson, animant-lo a comprar el seu primer micròfon. El seu primer concert va tenir lloc a la Broadfield Tavern de Sheffield. Originalment anomenat Paradox, la banda va canviar el seu nom per suggeriment de Dickinson a Styx, sense saber l’acte nord-americà amb el mateix nom. Van ser titulars dels diaris locals quan un treballador de l'acer es va despertar per la seva actuació i va intentar aixafar la bateria de la banda. Poc després la banda es va separar.
Després de sortir de l'escola amb els nivells A en anglès, història i economia, Dickinson va confessar: «Realment no sabia què volia fer». El primer que va fer va ser unir-se a l’Exèrcit Territorial durant sis mesos. Tot i que va gaudir del seu temps al TA, Dickinson es va adonar que no era una opció de carrera, i per això va sol·licitar un lloc per llegir història al Queen Mary College de Londres. Els seus pares el volien a l'exèrcit, però ell els va dir que primer volia obtenir un títol, que va fer de la seva història de portada, i de seguida va començar a tocar en bandes. A la universitat, Dickinson es va involucrar al Comitè d'Entreteniments: «un dia seria un roadie per al Jam, l'altre estaries posant el teló de fons de Stonehenge per a Hawkwind o el que sigui». El 1977, Dickinson va conèixer Paul Noddy White, un multiinstrumentista que posseïa un sistema de megafonia (PA) i altres equips, amb qui Dickinson, juntament amb el bateria Steve Jones, formarien junts una banda anomenada Speed. Segons Dickinson, la banda es va anomenar Speed per la manera en què tocaven, més que per una referència al consum de drogues. A Speed, Dickinson va començar a escriure el seu propi material després que White li ensenyés a tocar tres acords a la guitarra.
Encara que Speed tocaria diversos concerts al pub Green Man de Plumstead, la banda no va durar gaire, però va animar Dickinson a continuar treballant per ser músic. Dickinson va veure un anunci a Melody Maker amb el títol Singer volia per a un projecte de gravació i va respondre immediatament. Va gravar una cinta de demostració i la va enviar amb una nota que deia: «Per cert, si creus que el cant és una merda, hi ha algunes coses de John Cleese enregistrades a l'altra banda que et poden semblar divertit». Els va agradar el que van escoltar i van convidar Dickinson a l'estudi per fer Dracula, la primera cançó que gravaria, amb una banda anomenada Shots, formada per dos germans, Phil i Doug Siviter. La cançó apareixeria més tard al segon disc del recopilatori The Best of Bruce Dickinson. Els germans van quedar impressionats amb les habilitats vocals de Dickinson i li van demanar que s'unís al seu grup.
Dickinson va tocar als pubs amb Shots de manera regular per a un públic reduït. Una nit en particular, Dickinson es va aturar de sobte al mig d'una cançó i va començar a entrevistar un home de l'audiència, interpel·lant per no prestar prou atenció. Va tenir una resposta tan bona que va començar a fer-ho cada nit fins que es va convertir en una rutina habitual que s'utilitzava per captar l'atenció del públic. Dickinson afirma que aquesta experiència li va ensenyar a ser un líder. El següent pas en la carrera de Dickinson es va fer en un pub anomenat Prince of Wales a Gravesend, Kent, on els Shots tocaven regularment, quan Barry Graham (Thunderstick) i Paul Samson van fer una visita. Impressionats amb el seu acte escènic, van parlar amb Dickinson després i el van convidar a ser el seu nou cantant. Dickinson va acceptar unir-se a la seva banda, Samson, però només un cop va acabar la seva final d'Història dues setmanes després. Fins aquell moment, havia estat descuidant la seva formació universitària. Com a resultat, la universitat havia intentat expulsar-lo per haver suspès els exàmens de segon curs i no haver pagat les despeses d'allotjament, però es va salvar a causa del seu paper d'oficial d'entreteniment. Després d'escriure sis mesos d'assaigs en l'espai de dues setmanes i d'amuntegament d'última hora per als seus exàmens, Dickinson va aconseguir un 2:2.

### Samson: 1979–1981
Després de conèixer Paul Samson i Barry Purkis al Prince of Wales, i mentre encara feia els seus exàmens universitaris finals, Dickinson es va unir a Samson a l'escenari de Bishop's Stortford per interpretar una de les seves cançons, Rock Me Baby, consolidant el seu paper com el seu nou vocalista principal.
La banda ja havia llançat el seu àlbum debut, Survivors, el 1979 en un segell independent, dos mesos abans que Dickinson s'unís. Immediatament després de finalitzar el seu treball a la Universitat, es va reunir amb la banda als estudis Wood Wharf de Greenwich per conèixer l'àlbum Survivors. Encara que els temes no s'adaptaven al seu estil vocal, la banda aviat va escriure la majoria del següent àlbum Head On en les seves primeres sessions d'assaig, alguns dels quals es van incorporar immediatament al seu conjunt en directe.
Va ser durant aquests primers assajos que va sorgir el sobrenom de Bruce Bruce, derivat de l'esbós de Bruces de Monty Python. El nom es va fer molt cansat a mesura que la direcció de la banda escrivia contínuament xecs negatius, a càrrec de Bruce Bruce, com a broma. Dickinson va comentar més tard que no li agradava però que el va considerar una mena de nom artístic i ho va acceptar.
Dickinson es va consternar en saber que no tots els intèrprets de rock eren grans artistes; va sentir que alguns, com Samson, només estaven interessats en les dones, les drogues i l'alcohol, amb els quals no va poder relacionar-se. Encara que ja havia fumat porros abans, Dickinson va descobrir que era impossible comunicar-se amb altres membres de la banda si estava sobri, i va decidir que era el preu que s'havia de pagar.
Mentre era al capdavant de la banda, Dickinson també es va trobar per primera vegada amb Iron Maiden, que donava suport a Samson a la Music Machine el 1980. Tal com recorda Dickinson; «Els estava mirant, i eren bons, molt bé, i en aquell moment, recordo que vaig pensar: Vull cantar per a aquesta banda. De fet, cantaré per a aquesta banda! Sé que cantaré per a aquesta banda!... Només vaig pensar: 'Aquest sóc jo, no en Samsó'» 
Dickinson va romandre a la banda un any més, gravant dos àlbums d'estudi amb ells: Head On i Shock Tactics. No obstant això, Samson aviat es va trobar amb dificultats amb el seu segell discogràfic, Gem, que va quebrar i no va poder finançar la seva gira europea en suport d'Iron Maiden. La banda va ser lliurada a RCA, que va començar a descuidar el grup, per la qual cosa van acomiadar ràpidament el seu equip directiu i l'exigència resultant va fer que el seu equip fos recuperat i no se'ls pogués pagar per les seves actuacions al concert. L'últim concert de la banda va ser al Reading Festival, després del qual Dickinson va ser abordat pel manager d'Iron Maiden, Rod Smallwood, que li va demanar que fes una audició per ser el seu nou vocalista principal.

### Iron Maiden

#### Inicis i èxit: 1981–1985

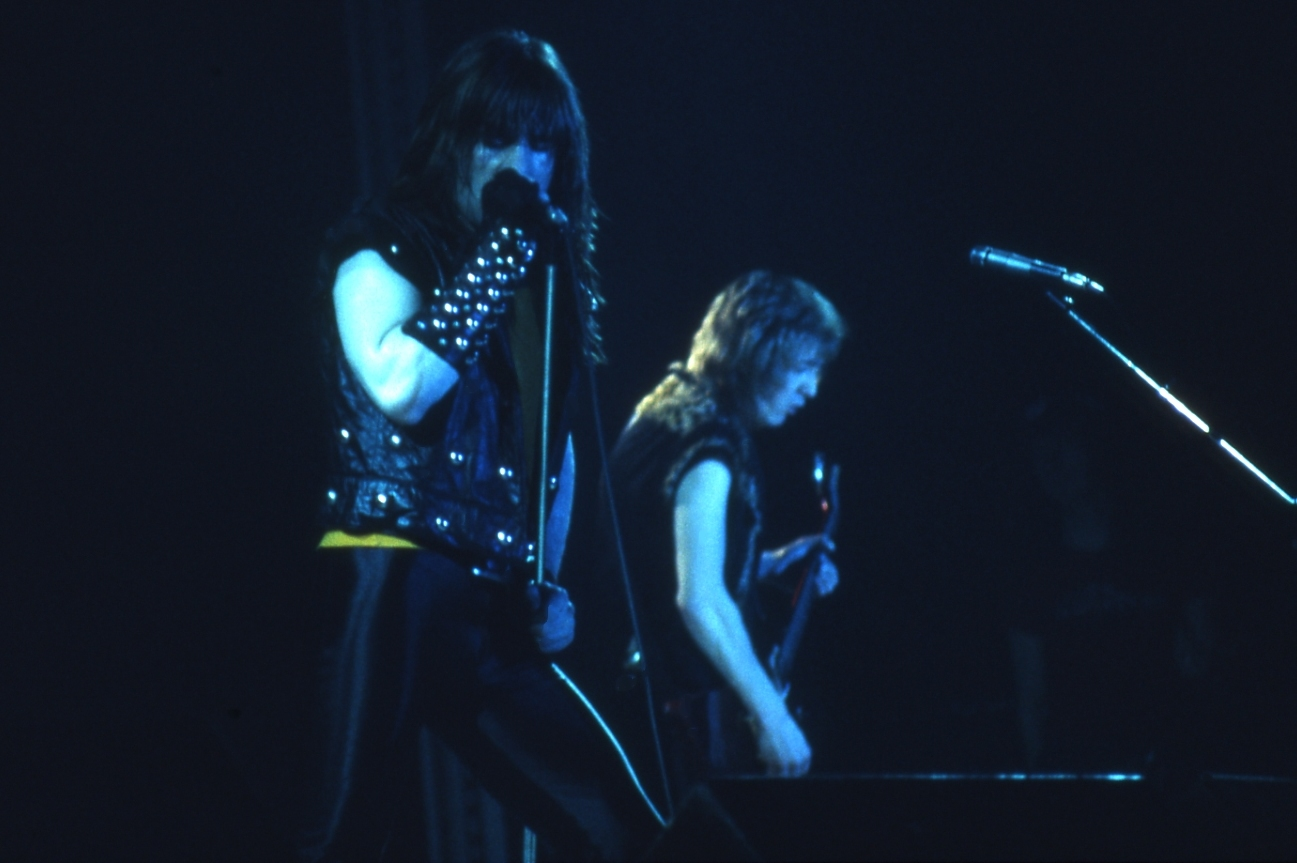
Dickinson, a l'esquerra, actuant en la seva primera gira mundial amb Iron Maiden el 1982

Dickinson va anar a una audició per a Iron Maiden a una sala d'assaig a Hackney el setembre de 1981 i immediatament va descobrir que es tractava d'una operació molt més professional del que estava acostumat amb Samson. A les sales de pràctiques, la banda va tocar a través de Prowler, Sanctuary, Running Free i Remember Tomorrow, abans de demanar a Dickinson que tornés a cantar les mateixes cançons en un estudi de gravació, i immediatament va ser incorporat al grup.
Iron Maiden tenia una rutina estricta i organitzada que s'adaptava a l'estil d'escriptura de la banda, que Dickinson va descriure com una taula de temps. Després d'uns quants concerts, van començar a escriure material nou per al seu tercer àlbum, The Number of the Beast, publicat el 1982. Arran dels problemes contractuals de Samson, Dickinson no es va poder acreditar legalment en cap de les cançons del disc, havent de fer, el que va anomenar, una contribució moral, revelant més tard que havia contribuït a The Prisoner, Children of the Damned i Run to the Hills. Al documental 12 Wasted Years, el gerent Rod Smallwood es refereix a The Prisoner com a co-escrit per Dickinson i Adrian Smith. L'àlbum va ser un gran èxit, encapçalant les llistes britàniques  i guanyant l'estatus de platí al Regne Unit i als EUA. Després del llançament, la banda es va embarcar en una gira de suport per tot el món.
En els següents àlbums, Piece of Mind de 1983 i Powerslave de 1984, el monopoli de la composició de cançons d’Steve Harris es va deixar de banda en favor de les idees d'altres membres, amb Dickinson contribuint a una sèrie de temes, inclosos els senzills Flight of Icarus i 2 Minuts to Midnight. Al llarg de la World Slavery Tour, com a part dels nous elements teatrals incorporats a l'espectacle escènic de la banda, Dickinson va portar una màscara amb plomes durant Powerslave. Aquesta va ser la gira més llarga de la banda fins ara, durant la qual Dickinson va considerar tornar a casa a mitja gira, a causa de l'elevat nombre d'espectacles. La direcció d'Iron Maiden va anar afegint dates contínuament, fins que Dickinson va exigir que s'aturin o deixaria el grup.

#### Tensions creixents i sortida: 1986–1993
Després d'un descans de sis mesos, que Dickinson va dedicar principalment a practicar esgrima, Iron Maiden va començar a escriure el seu següent àlbum, Somewhere in Time. Dickinson va quedar decebut amb l'esforç, ja que va sentir que la banda necessitava una sortida estilística més dramàtica dels discos anteriors per mantenir-se rellevant, malgrat la seva introducció de baix i guitarres sintetitzats. No té crèdits d'escriptura en el llançament, ja que el seu material, basat en el seu propi suggeriment que l'àlbum hauria d'estar més centrat en l'acústica, va ser rebutjat per la resta de la banda. Steve Harris, en canvi, va afirmar que el seu material va ser rebutjat perquè no era prou bo, i que Dickinson «probablement estava més cremat que ningú al final de l'última gira».
Després d'una gira posterior, Iron Maiden va començar a treballar en el seu següent treball d'estudi, Seventh Son of a Seventh Son, que presentava més elements de rock progressiu que els discos anteriors de la banda. Encara que es va convertir en el seu segon llançament per encapçalar les llistes britàniques, també va ser el primer àlbum de Dickinson amb la banda que no va aconseguir l'estatus de platí als EUA. A diferència de Somewhere in Time, Dickinson es va mostrar molt més entusiasmat amb aquest àlbum pel seu concepte i té diversos crèdits com a compositor. Després de la gira següent el 1988, la banda va decidir prendre un any de descans.
Durant l'etapa d'escriptura del següent àlbum, Adrian Smith va deixar Iron Maiden i va ser substituït per Janick Gers. El vuitè llançament d'estudi d'Iron Maiden, No Prayer for the Dying de 1990, tenia un so cru que, segons una avaluació retrospectiva d’AllMusic, no aguantava bé en comparació amb els esforços anteriors, ja que es va gravar en un graner que posseïa Steve Harris, amb un estudi mòbil propietat dels Rolling Stones. El disc incloïa Bring Your Daughter... to the Slaughter de Dickinson, originalment composta per a una banda sonora de pel·lícula, que tot i rebre el premi Golden Raspberry a la pitjor cançó original el 1989, es va convertir en el primer i únic senzill de la banda a encapçalar la llista de singles del Regne Unit. El 1992, Harris havia convertit el seu graner en un estudi adequat, i el nou àlbum, Fear of the Dark, s'hi va gravar , donant com a resultat un so global millor que No Prayer for the Dying, encara que Dickinson encara diu que tenia limitacions a causa de la seva mida.
Després de la gira Fear of the Dark, Dickinson va decidir deixar Iron Maiden per concentrar-se en la seva carrera en solitari. En aquell moment la banda ja havia reservat una gira següent el 1993, que Dickinson no va gaudir. Al llarg de la gira, Dickinson va rebre moltes crítiques dels seus companys de banda, amb Steve Harris en particular dient: «Realment volia matar-lo». Segons Harris, Dickinson només actuaria quan la premsa hi era, mentre que en altres concerts només murmurava les cançons. Des d'aleshores, Dickinson ha negat les acusacions de tenir un rendiment deliberadament baix, argumentant que era impossible fer una actuació decent algunes nits a causa de l'ambient. La seva última actuació amb la banda el 28 d'agost de 1993 va ser filmada per la BBC als Pinewood Studios i llançada com a vídeo en directe l'any següent, titulada Raising Hell.

## Carrera en solitari

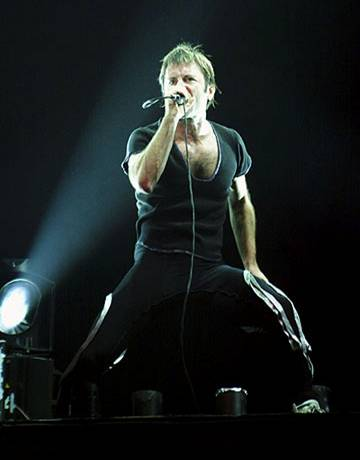
Bruce Dickinson a Stuttgart el 1999

La seva carrera fora d'Iron Maiden va començar amb l'enregistrament de Bring Your Daughter to the Slaughter, que va aparèixer en la BSO de Malson a Elm Street 5 i més tard al segon disc de recopilació The Best of Bruce Dickinson. Es tractava d'una versió diferent de la que es posaria després al disc d'Iron Maiden No Prayer for the Dying.
La versió original d'aquesta cançó li posaria a les mans un contracte per fer un àlbum complet. Bruce es va ajuntar amb el seu amic, i futur membre d'Iron Maiden, Janick Gers per compondre Tattooed Millionaire, en dues setmanes, un disc bastant allunyat del so 'heavy' d'Iron Maiden però tanmateix amb un estil propi ben definit. Potser algunes de les cançons van ser compostes pel mateix Bruce per al disc Somewhere In Time, però que Steve Harris no va acceptar per posar-les a l'àlbum. Per això no hi ha cap cançó composta per ell publicada en aquest disc.
Abans de treure a la venda el seu segon treball Balls to Picasso, Bruce va deixar Maiden i intentà aconseguir ajuda de Myke Gray i de Keith Olsen a continuació. D'aquesta etapa tan sols van sortir a la llum unes quantes cançons en forma de B-Sides (Cares B) i només una No Way Out... Continued va aparèixer al recull anteriorment esmentat. Bruce no estava content amb la majoria del material, per la qual cosa va començar a treballar amb el guitarrista de Tribe of Gypsies, Roy Z. Això es va traduir en l'eliminació de totes les cançons de l'àlbum de Keith, excepte Tears of the Dragon. Llavors va gravar junt amb tota la banda de Roy Z el nou disc, que combina cançons fortament estructurades i deixa entreveure la guitarra de Roy.
Quan Trives va començar la seva gira i a gravar sota la seva pròpia marca, a Bruce li va quedar encarregada la recerca d'una altra banda. El seu nou company en la composició seria Alex Dickson i entre tots dos van crear l'àlbum Skunkworks. La idea era que la banda se s'anomenés així, però els productors van insistir que hi hagués el nom de Bruce a la portada; Bruce va recordar l'intent fallit de David Bowie amb Tin Machine i com això tampoc no va funcionar per a ell, per la qual cosa va acceptar. L'àlbum es pot considerar com grunge però no és una definició exacta, encara que la curta durada de les cançons i els solos puguin recordar aquest estil.
Skunkworks aviat va desaparèixer després d'acabar la gira, i després d'un període d'inactivitat Bruce va cooperar de nou amb Roy Z per gravar Accident of Birth. Adrian Smith, que en aquell moment també estava fora d'Iron Maiden. Va tocar la guitarra per a l'àlbum i en la posterior gira. L'àlbum, considerat més proper al heavy metall que els anteriors, va ser un gran èxit des de la seva estrena, i li va donar peu per treure un any després un altre àlbum, The Chemical Wedding. Aquest àlbum conceptual basat en els escrits de William Blake també es va convertir en un gran èxit i es va usar la gira de presentació del disc per publicar un directe en solitari: Scream for Me Brazil.
Ja després de tornar a Iron Maiden, va sortir a la venda el recopilatori The Best of Bruce Dickinson que inclou dues cançons noves amb Roy Z i una edició limitada d'un segon disc amb rareses. Al seu últim disc d'estudi Tyranny of Souls, continua la col·laboració amb Roy Z que tan bons fruits li va donar al llarg de la seva etapa en solitari.

## Discografia

### Samson
- Head On (1980)
- Shock Tactics (1981)
- Live at Reading 1981 (1990)

### Iron Maiden
- The Number of the Beast (1982)
- Piece of Mind (1983)
- Powerslave (1984)
- Live After Death (1985)
- Somewhere In Time (1986)
- Seventh Son of a Seventh Son (1988)
- No Prayer for the Dying (1990)
- Fear of the Dark (1992)
- A Real Live/Dead One (1993)
- Brave New World (2000)
- Rock In Rio (2002)
- Dance of Death (2003)
- Death on the Road (2005)
- A Matter of Life and Death (2006)
- The Final Frontier (2010)
- The Book of Souls (2015)
- Senjutsu (2021)

### Bruce Dickinson
- Tattooed Millionaire (1990)
- Balls to Picasso (1994)
- Alive in Studio A (1995)
- Skunkworks (1996)
- Accident of Birth (1997)
- The Chemical Wedding (1998)
- Scream for Me Brazil (Directo 1999)
- The Best of Bruce Dickinson (2001)
- Tyranny of Souls (2005)
- The Mandrake Project (2024)

## Filmografia
- Chemical Wedding (2008) Guionista